# Temma Kaplan
Temma Kaplan   (1942) és una historiadora estatunidenca, que ha estat professora a la Universitat de Califòrnia a Los Angeles, a la Universitat Estatal de Nova York i a la Universitat Rutgers.
Ha publicat diversos treballs vinculats als estudis de gènere i s'especialitzà en història comparada dels moviments socials i culturals, sobretot els feministes i els de classe, així com en història urbana. Ha publicat llibres sobre l'anarquisme espanyol, sobre l'activisme social a Barcelona i sobre els moviments feministes sud-africans.

## Obres destacades
- Anarchists of Andalusia, 1868-1903 (Princeton University Press, 1977),
- Red City, Blue Period: Social Movements in Picasso's Barcelona (University of California Press, 1992),
- Crazy for Democracy: Women in Grassroots Movements (Routledge, 1997)
- Taking Back the Streets: Women, Youth, and Direct Democracy (University of California Press, 2003)
- Democracy: A World History (Oxford University Press, 2015), entre d'altres.[1]